# Westend (groupe)
Pour les articles homonymes, voir Westend.
Westend est un groupe autrichien, constitué de Gary Lux, Patricia Tandien, Hans Christian Wagner, Peter Vieweger et Bernhard Rabitsch. 
Ils représentent l'Autriche au Concours Eurovision de la chanson 1983 avec la chanson Hurricane et finissent 9e.
Après 1983, Gary Lux participe encore deux fois en solo pour l'Autriche (8ème place en 1985 et 20ème en 1987) et trois fois (1984, 1993 et 1995) en tant que choriste. 